# Et bryllup på månen
Et bryllup på månen er en italiensk stumfilm fra 1910 af Enrico Novelli.

## Medvirkende
- Enrico Novelli som Adolvin